# 山崎哲
山崎 哲（やまざき てつ、1946年6月21日 - ）は、日本の劇作家、時事評論家。本名は渡辺康徳。

## 来歴
宮崎県宮崎市生まれ。宮崎県立宮崎大宮高等学校時代から演劇活動を始める。1970年、広島大学文学部中退。上京し、唐十郎の状況劇場に入団。
1971年、劇団「つんぼさじき」を旗揚げ。1979年にこれを解散し、流山児祥の「演劇団」を経て、1980年に藤井びん、竹内一郎らと劇団「転位・21」を旗揚げ。
1981年、『うお伝説』『漂流家族』で第26回岸田國士戯曲賞受賞。1987年、『エリアンの手記』『ジロさんの憂鬱』『まことむすびの事件』で紀伊國屋演劇賞受賞。
1994年、水戸芸術館運営委員に就任。「転位・21」の活動を休止。以降は、犯罪、恋愛などに関するテレビのコメンテーター、評論活動を行う。1997年、委員を退任。2001年、「転位・21」を再開し、2002年から「新転位・21」を率いて演劇活動を続けている。

## 著書
- うお傳説 漂流家族 山崎哲戯曲集 深夜叢書社、1982年
- 勝手にしやがれ 克美茂トルコ嬢殺人事件 白水社、1983年
- 子供の領分 戯曲集 思潮社、1983年
- 失語の現在形 深夜叢書社、1984年
- 異族の歌 伊藤素子オンライン詐欺事件 戯曲集 新水社、1984年
- 犯罪の向う側へ 80年代を代表する事件を読む 朝倉喬司 洋泉社、1985年
- エリアンの手記 戯曲集 思潮社、1986年
- 犯罪と家族のあいだ 未來社、1987年
- 子どもの犯罪と死 芹沢俊介 春秋社、1987年
- 事件ブック 春秋社、1989年
- <恋愛>事件 part 1-3 芹沢俊介 春秋社、1989年-1990年
- 山崎哲戯曲集 思潮社

1. 子供の領分 ―金属バット殺人事件―/質屋 ―おとことおんなの午后―
2. エリアンの手記 ―中野富士見中学校事件―/ジロさんの憂鬱 ―練馬一家五人殺害事件―
3. マーちゃんの神曲 ―藤沢悪魔払い儀式事件―/ホタルの栖 ―育ヶ丘団地一家心中事件― 1990年
4. 1/2の少女 ―岡田有希子投身事件―/パパは誘拐犯 ―芦屋令嬢誘拐事件― 1990年
5. 骨の鳴るお空 ―連続幼女誘拐殺害事件―/まことむすびの事件 ―豊田商事永野一男刺殺事件― 1991年
6. ぼくは十七才 1993年

- 浮遊する殺意 消費社会の家族と犯罪 岸田秀 晩成書房、1990年
- 平成「事件」ブック 春秋社、1993年
- きのうきょうあした 私たちは今どこに立っているのか 近代文芸社、1994年
- 「少年」事件ブック 居場所のない子どもたち 春秋社、1998年
- <物語>日本近代殺人史 春秋社、2000年
- 俳優になる方法 青弓社、2001年（寺子屋ブックス）